# Leptochidium
Leptochidium är ett släkte av lavar. Enligt Catalogue of Life ingår Leptochidium i familjen Massalongiaceae, ordningen Peltigerales, klassen Lecanoromycetes, divisionen sporsäcksvampar och riket svampar, men enligt Dyntaxa är tillhörigheten istället familjen Placynthiaceae, ordningen Peltigerales, klassen Lecanoromycetes, divisionen sporsäcksvampar och riket svampar.
|              | Massalongia |
|              | |
| Leptochidium | \| \| Leptochidium albociliatum \| \| \| \| \| \| Leptochidium crenatulum \| \| \| \| \| \| Leptochidium albociliatum \| \| \| \| |
|              | \| \| Leptochidium albociliatum \| \| \| \| \| \| Leptochidium crenatulum \| \| \| \| \| \| Leptochidium albociliatum \| \| \| \| |
|              | Polychidium |
|              | |
|              | Pilonema |
|              | |
|              | Leptochidium albociliatum |
|              | |
|              | Leptochidium crenatulum |
|              | |
|              | Leptochidium albociliatum |
|              | |

|  | Leptochidium albociliatum |
|  |                           |
|  | Leptochidium crenatulum   |
|  |                           |
|  | Leptochidium albociliatum |
|  |                           |

## Bildgalleri

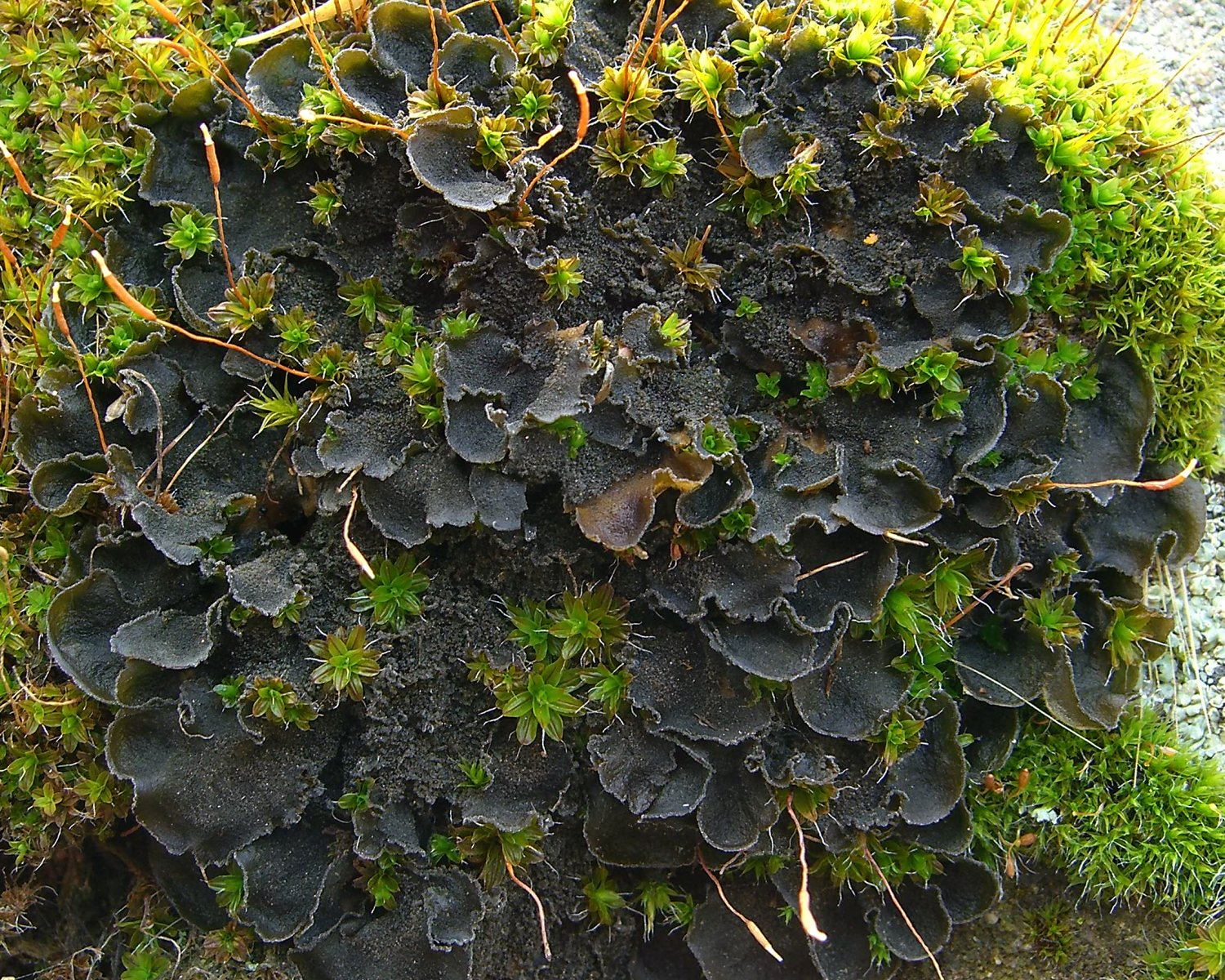